# Бершадь
Бе́ршадь (укр. Бе́ршадь) — город в Винницкой области Украины. Входит в Гайсинский район. До 2020 года был административным центром упразднённого Бершадского района.

## Географическое положение
Находится на реке Дохна (бассейн Южного Буга).

## История
Бершадь известна с 1459 года как обнесённая земляным валом крепость на южной границе Великого княжества Литовского.
После Люблинской унии 1569 года — в составе Брацлавского воеводства Речи Посполитой.
После начала восстания Хмельницкого в 1648 году Бершадь стала сотенным городом Уманского полка, но после подписания Андрусовского мира в 1667 году отошла к Речи Посполитой.
В 1672 году город был захвачен войсками Османской империи, в 1699 году возвращён Речи Посполитой.

### 1793—1917
После второго раздела Речи Посполитой в 1793 году Бершадь вошла в состав Российской империи. В 1795 году стала местечком Ольгопольского уезда Подольской губернии (в это время здесь насчитывалось 668 дворов).
В начале 1880 года здесь насчитывалось 4627 жителей, действовали винокуренный завод, сахарный завод и низшая школа.
В 1891 году здесь насчитывалось 7 тыс. жителей и 1150 дворов, В 1897 году евреи в Бершади составляли более трех четвертей всего населения; в 1910 году в Бершади проживало 7400 евреев, и это составляло 61% от общего числа жителей. Кроме евреев, там жили украинцы, поляки, греки, но их дома находились, в основном, за пределами местечка. Действовали винокуренный завод, сахароваренный завод, кожевенный завод, кирпичный завод, черепичный завод, две водяные мельницы, одноклассное народное училище, аптека, православная церковь, старообрядческая часовня, римско-католическая часовня, синагога и 6 еврейских молелен.

### 1918—1991
В январе 1918 года в Бершади была провозглашена Советская власть, однако вскоре селение оккупировали австро-немецкие войска (которые оставались здесь до ноября 1918 года). В дальнейшем город оказался в зоне боевых действий гражданской войны и власть здесь несколько раз менялась.
В 1923 году здесь были созданы сельскохозяйственные артели «Колос» и «Серп».
В ходе Великой Отечественной войны 29 июля 1941 года Бершадь оккупировали немецко-румынские войска и она была включена в состав Транснистрии. Оккупационные власти устроили здесь еврейское гетто.
Румынские власти создали на территории города гетто, которое занимало 12 переулков. Евреи разместились в 337 домах. Осенью 1941 года к местным евреям присоединились 20 тыс. евреев, депортированных из Буковины и Бессарабии. В результате, гетто оказалось перенаселенным. Евреи вынуждены были ютиться по 20 и более человек в комнате. Бершадское гетто было одним из самых крупных в румынской Транснистрии.
Зима 1941—1942 годов оказалась самым сложным периодом для узников. В гетто вспыхнула эпидемия тифа, которая почти вдвое сократила население. По воспоминаниям очевидцев, по территории гетто каждый день ездила повозка, собиравшая трупы.
Румынские власти использовали евреев на принудительных работах по заготовке дров, строительству дорог, а еврейские ремесленники производили одежду для оккупантов.
С 1942 года румынской жандармерией командовал Георге Попеску, который облегчил страдания узников. В разгар эпидемии тифа он наладил поставки средств гигиены в гетто и разрешил местным жителям торговать с узниками. Вскоре, за подобные меры Попеску был уволен. Но с 1942 года оккупационные власти разрешили румынским евреям помогать депортированным. В результате, в гетто появились аптека, инфекционная больница, столовая и детский дом.
С конца 1941 года в гетто действовало несколько подпольных групп. В декабре 1942 года часть подпольщиков присоединилась к партизанскому отряду имени Ленина. В 1943 году благодаря действиям подпольщиков был организован побег 900 узников.
В январе—феврале 1944 года оккупанты расстреляли часть руководства гетто, но благодаря удачному стечению обстоятельств, к моменту освобождения Бершади в марте 1944 года в ней в живых остались 9,2 тыс. узников гетто. Из них 2,2 тыс. были местными евреями. Часть выживших вернулась в Румынию.
14 марта 1944 года в ходе Уманско-Ботошанской наступательной операции посёлок освободили части 2-го Украинского фронта.
До войны в Бершади было три больших синагоги, из которых одна двухэтажная, построенная более 250 лет тому назад, сохранилась и по сегодняшний день, правда стоит она в аварийном состоянии, и почти некому в ней молиться, сейчас в Бершади остались всего три еврейские семьи.
В декабре 1966 года посёлок городского типа Бершадь стал городом районного подчинения. В 1969 году численность населения составляла 11,8 тыс. человек, здесь действовали сахарный комбинат, спиртовой комбинат, маслодельный завод, завод сухого молока, завод металлических изделий, мебельная фабрика и швейная фабрика.
В 1978 году здесь действовали сахарный комбинат, спиртовой комбинат, молочноконсервный комбинат, комбинат хлебопродуктов, завод металлоизделий, мебельная фабрика, швейная фабрика, райсельхозтехника, медицинское училище, три общеобразовательных школы, музыкальная школа, спортивная школа, три лечебных учреждения, Дом культуры, четыре библиотеки, два кинотеатра, пять клубов и краеведческий музей.
В январе 1989 года численность населения составляла 14 134 человека, в это время основой экономики являлись электротехнический завод и предприятия пищевой промышленности.

### После 1991
В мае 1995 года Кабинет министров Украины утвердил решение о приватизации находившихся в городе электротехнического завода, АТП-10527, АТП-10567, сахарного завода, райсельхозтехники, райсельхозхимии и ПМК № 233, в июле 1995 года было утверждено решение о приватизации Бершадского межрайонного строительно-монтажного предприятия № 2.
В декабре 2010 года был признан банкротом комбинат хлебопродуктов и началась процедура его ликвидации.

## Население
На 1 января 2013 года численность населения составляла 13 160 человек.

### Языковой состав
Во время переписи 2001 года 90,89 % населения города указали украинский язык родным, 8,52 % — русский, 0,59 % — другие языки.

## Транспорт
В городе расположена станция узкоколейной железной дороги Рудница — Голованевск.

## История еврейской общины
В 1765 году в Бершади жило 438 евреев, в 1787 году — 650, в 1818 году — 3370, в 1897 году — 6603 (74,3 % от всего населения), в 1910 году — 7400 (60,7 %), в 1939 году — 4271 (74 %), в 1959 году — около 2,2 тыс., в 1970 году — около 1,8 тыс. (15,8 %) в 1979 году — около 1,5 тыс. (11,9 %). Община пострадала во время восстания Богдана Хмельницкого и гражданской войны - евреи массово уничтожались погромщиками, сжигались синагоги и книги, во время Второй Мировой войны от фашистов и их пособников погибли большинство еврейских жителей города и завезенных румынских евреев, в созданном оккупантами гетто. В 1990-е годы большинство евреев иммигрировало в Израиль и США. В 1998 в Бершади жило 180 евреев, в 2001 году 70.
В 1900 году город населяло около 4,5 тысяч евреев, тогда как общее население составляло ок. 7 тыс. Количество еврейских мастеров доходило до 500. Во владении еврейской общины были три большие синагоги и шесть молельных домов.
В середине девятнадцатого века Бершадь славилась еврейскими ткачами талита. К концу столетия спрос на талит сократился, и промышленность пошла на убыль, что привело к эмиграции большинство ткачей в США.

## Известные уроженцы, жители
Бешер-Белинский, Леонид Борисович  (05.02.1926 — 2015/16) — главный инженер Северного рудоуправления и директор Южного рудоуправления Навоийского ГМК, лауреат Государственной премии СССР.
Миха-Иосиф Бердичевский (1865-1921), родившийся в семье бершадского раввина Моше Ааарона, ученика и последователя Рафаэля. Вобрав в себя черты бершадского хасида, Миха отличался огненным темпераментом, не признающим отдыха. После окончания ешивы он уехал учиться в Германию и Швейцарию, изучал еврейскую философию и иудаизм, окончил университет, получил звание доктора философии. В этот период он был приверженцем философии Ницше с его почитанием культа силы. Но позднее Миха Иосиф отвернулся от философии Ницше и приблизился к ценностям еврейской жизни, к идишкайту. Бердичевский в своих произведениях высоко чтил героев еврейской истории, тех, кто во всех поколениях вел борьбу за свободу и справедливость еврейского народа. Умер Бердичевский в 1921 году в возрасте 56 лет, его литературное наследие составило 25 томов на иврите и несколько книг на идиш. Он оказал значительное влияние на своих современников в конце XIX - начале XX столетия. Его смерть была вызвана трагической гибелью отца и брата во время страшного погрома в местечке Дубово Киевской губернии от рук банды украинского атамана Козакова. Отцу в момент гибели было 88 лет. Жизнь самого Михи Бердичевского оборвалась в момент, когда его творческие силы достигли расцвета.